# Totolapa, Chiapas
Totolapa är en kommunhuvudort i Mexiko.   Den ligger i kommunen Totolapa och delstaten Chiapas, i den sydöstra delen av landet, 800 km öster om huvudstaden Mexico City. Totolapa ligger 655 meter över havet och antalet invånare är 4 267.
Terrängen runt Totolapa är varierad. Runt Totolapa är det ganska glesbefolkat, med 50 invånare per kvadratkilometer. Närmaste större samhälle är Acala, 13,3 km väster om Totolapa. Omgivningarna runt Totolapa är en mosaik av jordbruksmark och naturlig växtlighet.